# Manolo Martínez Lara
Manuel Martínez Lara (Bigastro, Alicante, España, 15 de junio de 1980), conocido como Manolo Martínez, es un exfutbolista y entrenador de fútbol español. Jugaba de defensa central. Actualmente es segundo entrenador del Gimnastic de Tarragona de la Primera Federación.

## Trayectoria

### Como jugador
Es un centrocampista que acabaría jugando de defensa central formado en el Hércules C. F. con el que debutó en 1998 y jugó durante 5 temporadas en el conjunto alicantino.
En 2003, llegó al Gimnàstic de Tarragona, donde jugaría durante cuatro temporadas en una primera etapa desde 2003 a 2007 y durante tres temporadas en su segunda etapa, desde 2014 a 2017. En sus siete temporadas en Tarragona, tres de ellas fueron históricas, logrando dos ascensos a Segunda División A y uno a Primera División.
Manolo también sería jugador del CD Tenerife y del Recreativo de Huelva durante tres temporadas en ambos clubs, además de una experiencia en el fútbol griego formando parte durante una temporada del Levadiakos FC.

### Como entrenador
Después de finalizar su etapa como jugador en 2017, Manolo formó parte del Gimnàstic de Tarragona durante dos temporadas desarrollando tareas técnicas e institucionales.
El 27 de febrero de 2023, se convierte en segundo entrenador del Gimnastic de Tarragona de la Primera Federación.

## Clubes

### Como jugador
| Club                   | País   | Año       |
| ---------------------- | ------ | --------- |
| Hércules C. F.         | España | 1998-2003 |
| Gimnàstic de Tarragona | España | 2003-2007 |
| CD Tenerife            | España | 2007-2010 |
| Recreativo de Huelva   | España | 2010-2013 |
| Levadiakos FC          | Grecia | 2013-2014 |
| Gimnàstic de Tarragona | España | 2014-2017 |

### Como entrenador
| Club                                   | País   | Año   |
| -------------------------------------- | ------ | ----- |
| Gimnàstic de Tarragona (2º entrenador) | España | 2023- |